# Tutumangaeo Falls
Die Tutumangaeo Falls sind ein Wasserfall im Gebiet der Kleinstadt Te Aroha in der Region Waikato auf der Nordinsel Neuseelands. Er liegt im Lauf des Tutumangaeo Stream am Westrand der Kaimai Range. Seine Fallhöhe beträgt rund 18 Meter. In unmittelbarer Nachbarschaft, allerdings in einem anderen Bachlauf, befindet sich der Lipsey Stream Waterfall.
Von den Mokena Spa Baths führt ein Wanderweg am Mokena Geyser vorbei in rund 30 Gehminuten zum Wasserfall.